# 2014 au Vatican
Chronologie du Vatican
- 2010
- 2011
- 2012
- 2013
- 2014
- 2015
- 2016
- 2017
- 2018

L'année 2014 au Vatican est marquée par le renouvellement progressif d'une partie de la Curie Romaine, du fait de l'élection du nouveau Pape François, et de la première série de créations de cardinaux du pontificat du Pape. Cette année est soumise à des modifications structurelles sur l'organisation économique du Saint-Siège et du Vatican avec la création du secrétariat et du conseil pour l'économie. Elle est aussi marquée par la visite du pape en Terre sainte, suivie d'une rencontre au Vatican avec les présidents d'Israël et de Palestine en présence de Bartholomée 1er pour trouver une solution de paix au Moyen-Orient.

## Administration
- Pape : François
- Président du Gouvernorat : Giuseppe Bertello
- Camerlingue de la Sainte Église romaine : Tarcisio Bertone puis Jean-Louis Tauran
- Cardinal secrétaire d'État : Pietro Parolin

## Chronologie

### Janvier 2014

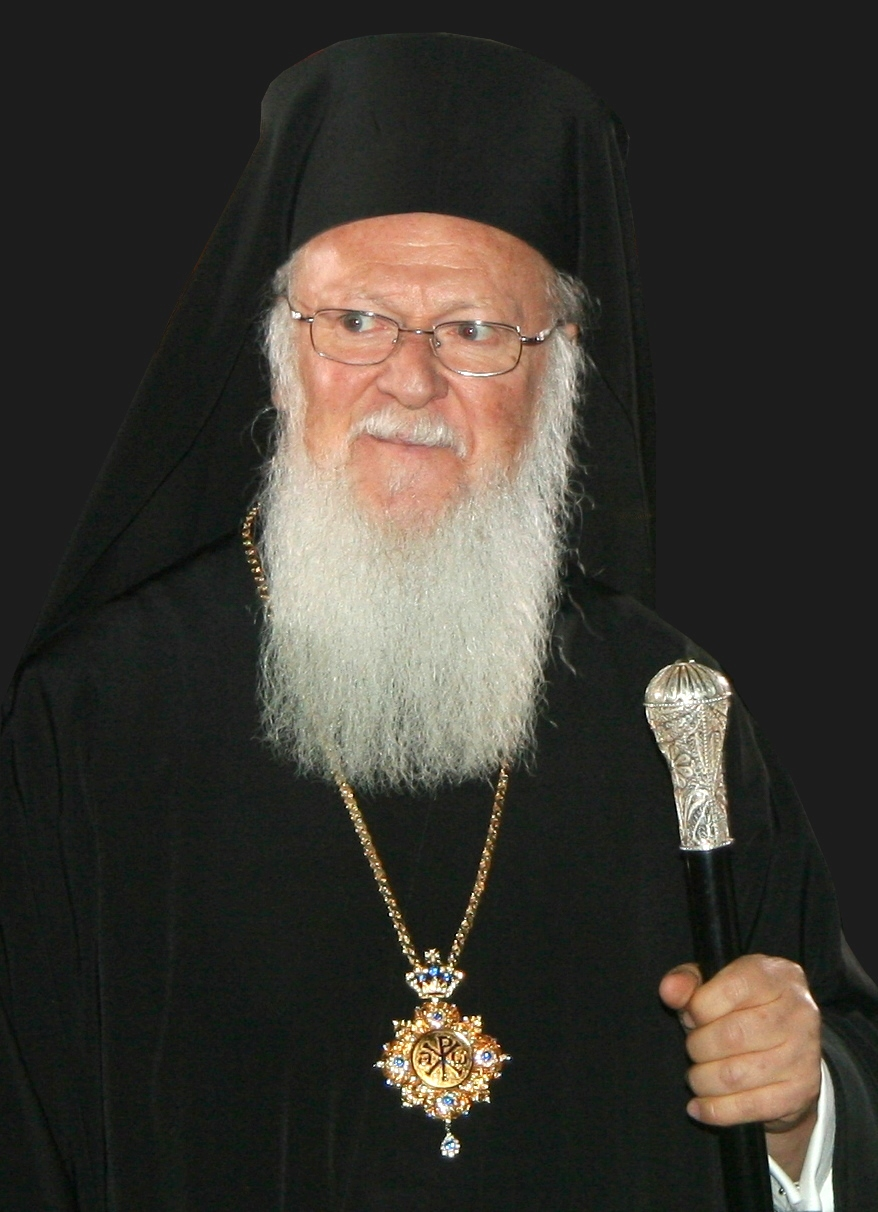
Bartholomée Ier

- Dimanche 5 janvier 2014 : 50e anniversaire de la rencontre entre le Pape Paul VI et le patriarche Athénagoras Ier de Constantinople, le 5 janvier 1964, avec l'annonce du pape François au cours de l'angélus place Saint-Pierre de sa première visite apostolique en Terre sainte[Note 1] qui aura lieu le 24 et 26 mai 2014. Ce voyage sera marqué d'une rencontre œcuménique au Saint-Sépulcre avec le patriarche Bartholomée Ier de Constantinople[1].
- Dimanche 12 janvier 2014 : le pape François a annoncé la création de 16 nouveaux cardinaux au cours de l’Angélus[2], il a aussi ajouté 3 archevêques au collège cardinalice qui ne pourront être électeurs du fait de leur âge. Ces futurs cardinaux seront créés lors du prochain consistoire qui se tiendra le 22 février suivant[3].

La lettre qui a été envoyée à chaque futur cardinal et rendue publique le lendemain, au sujet de leur création future est exprimée dans un langage simple et rappelle que la barrette cardinalice n'est pas une récompense ou une promotion, le Pape insiste sur le fait que cette barrette est « un service qui exige d'élargir le regard et le cœur », et appelle à « recevoir cette désignation avec un cœur simple et humble ».
- Lundi 13 janvier 2014 : dans ses vœux au corps diplomatique réuni dans la salle clémentine, le pape exprime l'horreur que lui inspire l'avortement et tout ce qui touche à l'enfant sur son utilisation militaire, et la violence qu'il subit en la qualifiant de « crime contre l'humanité ». Il dénonce aussi le gaspillage de nourriture face au drame de la faim dont souffrent les enfants[5].
- Mercredi 15 janvier 2014 : renouvellement par le pape François des 5 cardinaux de la commission de surveillance de l'Institut pour les œuvres de religion, avec les nominations, avec notamment l'arrivée du secrétaire d'État : Pietro Parolin[6].
- Samedi 18 janvier 2014 :
  - Soutien officiel du pape par l'intermédiaire de Mgr Luigi Ventura, nonce apostolique en France, à la Marche pour la vie à Paris à la veille de l'édition 2014 de la manifestation[7].
  - Début de la semaine de prière pour l'unité des chrétiens, avec pour thème cette année : "Que nous demande le Seigneur ? Dans la justice et la bonté, marcher avec Lui"[Note 2],[8].
- Mercredi 22 janvier 2014 : au cours de l'audience générale, le Pape a lancé un appel pour la réussite de la Conférence internationale de soutien à la paix en Syrie qui s’est ouverte à Montreux en Suisse. Il explique sa prière pour que seul le bien du peuple Syrien soit recherché, et aussi que « Je souhaite à la chère nation syrienne, a encore ajouté le Pape, un chemin déterminé de réconciliation, d’entente et de reconstruction avec la participation de tous les citoyens, afin que chacun puisse trouver dans l’autre non pas un ennemi, non pas un concurrent, mais un frère à accueillir et embrasser. »[9].

- Vendredi 24 janvier 2014 : visite officielle du président de la République française[Note 3] : François Hollande, la visite a été constituée d'une entrevue avec le pape François, puis d'une entrevue avec le secrétaire d'État Pietro Parolin. Dans la délégation qui accompagnait le président il y avait notamment le ministre Manuel Valls, l'écologiste Nicolas Hulot et le père Georges Vandenbeusch[Note 4]. Il s'ensuit une invitation officielle de François Hollande au Pape d'une visite en France[10],[11].
- Samedi 25 janvier 2014 : conclusion de la semaine de prière[Note 5] célébrée par le Pape en la basilique Saint-Paul-hors-les-Murs, en présence de l’archevêque-métropolite orthodoxe Gennadios Zervós (it)[Note 6] et du représentant de l’archevêque de Canterbury près le Saint-Siège : David Moxon (en)[12].
- Mercredi 29 janvier 2014 : signature du troisième accord additionnel[Note 7] sur la reconnaissance des mariages célébrés par les juridictions ecclésiastiques à Malte, entre la république de Malte représenté par le Dr George W. Vella[Note 8] et le Saint-Siège représenté par MgrAldo Cavalli[Note 9],[13].
- Vendredi 31 janvier 2014 : présentation de l'année de la vie consacrée par le cardinal João Braz de Aviz, qui commencera le 21 novembre 2014 et finira probablement le 21 novembre 2015 sera marquée par l'anniversaire de la constitution conciliaire Lumen Gentium et l'anniversaire de la promulgation de Perfectae Caritatis[14].

### Février 2014
- Jeudi 6 février 2014 :
  - Renouvellement des membres du conseil pontifical pour les laïcs, confirmation du cardinal Stanisław Ryłko comme président et de Mgr Josef Clemens (en) comme secrétaire de ce conseil[15].
  - Annonce du thème par le Pape de la 29e journée mondiale de la jeunesse qui sera célébrée au niveau des diocèses le 13 avril 2014 : « Heureux les pauvres de cœur, car le Royaume des Cieux est à eux »[16]

- Lundi 10 février 2014 : à l'approche du premier anniversaire de la renonciation de Benoît XVI, le Père Federico Lombardi[Note 10] dans un communiqué de presse fait état de la nouvelle vie du pape émérite, il explique que celui-ci donne « une impression de grande sérénité spirituelle » et que sa vie est composée « de prière, de réflexion, de lecture, d'écriture au sens où il répond à la correspondance qu'il reçoit, de discussions, de rencontres avec des personnes qui lui sont proches, qu'il rencontre volontiers »[17].
- Mardi 11 février 2014 : jour anniversaire de l'annonce de la renonciation de Benoît XVI, le pape François demande dans un tweet de « Aujourd'hui je vous invite à prier avec moi pour Sa Sainteté Benoît XVI, un homme de grand courage et humilité »[18]. Celui-ci semble aller mieux après la période d'abattements post-renonciation due à l'accumulation de fatigue[19].
- Mercredi 12 février 2014 : au cours de l'audience générale, le pape a souligné l'importance de la démarche personnelle du fidèle pour la messe, celle-ci ne doit pas se résumer comme « parce qu'il se croit ou veut apparaître meilleur que les autres, mais parce qu'il reconnaît qu'il a toujours besoin d'être accueilli et régénéré par la miséricorde de Dieu ». Demandant aussi de cesser les jugements de valeurs dans les discussions à la sortie de la messe[20].
- Samedi 15 février 2014 : visite officielle du président de Chypre : Níkos Anastasiádis, accompagné de son ministre des affaires étrangères : Ioánnis Kasoulídis, et d'autres membres de son cabinet[Note 11], après avoir été reçu par le pape, il a ensuite été reçu par le secrétaire d'État : Pietro Parolin[21]. Cette visite a été l'occasion de parler de l'état actuel de la Syrie, avec les possibilités d'une réunification de l'île, ils ont parlé en outre de la situation du christianisme au Moyen-Orient[22],[23].
- Lundi 17 février 2014 : début de la 3e réunion du conseil des cardinaux institué par le pape François[24]. Ce conseil où pour la première fois a assisté le secrétaire d'État : Pietro Parolin[25] précède la tenue du consistoire. Cette réunion est notamment axée sur la gestion des finances du Saint-Siège[26].
- Mardi 18 février 2014 : poursuite des travaux du conseil des 8 cardinaux, avec notamment l'audition des membres de la commission pontificale sur l'Institut pour les œuvres de religion. Cette audition a consisté notamment en la présentation de l'institut et des orientations possibles, sans prendre pour le moment de décisions[27].
- Mercredi 19 février 2014 : il renouvelle les membres de la congrégation pour les Églises orientales en confirmant son préfet et en nommant de nouveaux membres, il réorganise aussi le conseil pontifical pour l'unité des chrétiens[28].

- Vendredi 21 février 2014 :

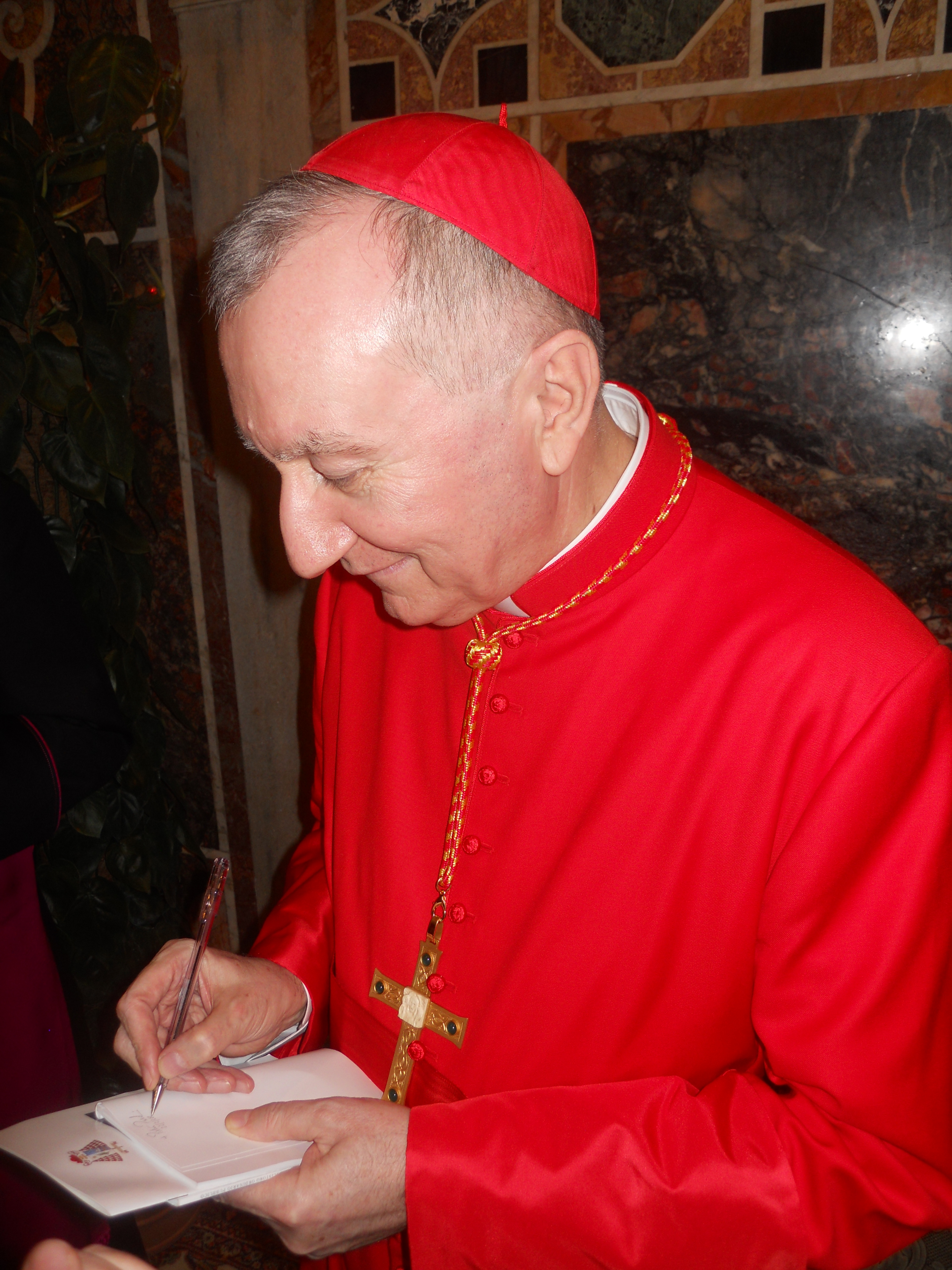
Le cardinal secrétaire d'État Pietro Parolin le 22 février lors du consistoire

  - Le pape nomme les cardinaux André Vingt-Trois[29], Luis Antonio Tagle et Raymundo Damasceno Assis vice-présidents du prochain synode pour la famille[30].
  - Visite officielle de la présidente du Brésil : Dilma Rousseff[31], à l’occasion du début d'une visite des pays européens. Celle-ci a profité de l'occasion pour l'inviter à la Coupe du monde de football de 2014 qui aura lieu au Brésil en juin-juillet prochain.
- Samedi 22 février 2014 : Fête de la Chaire de saint Pierre

Consistoire ordinaire public pour la création de nouveaux cardinaux. Était présent lors de la cérémonie, le pape émérite Benoît XVI, ce qui fait la première apparition au cours d'une cérémonie officielle du pape émérite, celui-ci à l'invitation du pape François est sorti de sa réserve de ne pas apparaître a des cérémonies publiques après sa renonciation,.
- Dimanche 23 février 2014 : messe du Pape concélébrée avec les nouveaux cardinaux[32].
- Lundi 24 février 2014 :
  - Visite officielle du président de la république d'Haïti : Michel Martelly au pape François, dans le cadre d'une visite à la France et l'Italie, mais aussi pour assister à la première création d'un cardinal haïtien la veille[35]. Cette visite ponctuée aussi par une rencontre avec le cardinal secrétaire d'État Pietro Parolin, et le secrétaire pour les relations avec les États : Dominique Mamberti a été l'occasion de noter la « précieuse contribution sociale que l’Église offre au pays, spécialement dans le secteur éducatif et sanitaire », notamment dans la reconstruction d'Haïti[36],[Note 12].
  - Promulgation du Motu Proprio : Fidelis dispensator et prudens dans lequel le pape crée un secrétariat présenté comme un ministère de l'économie, afin de veiller à la préparation du budget et à la planification financière[37].

### Mars 2014

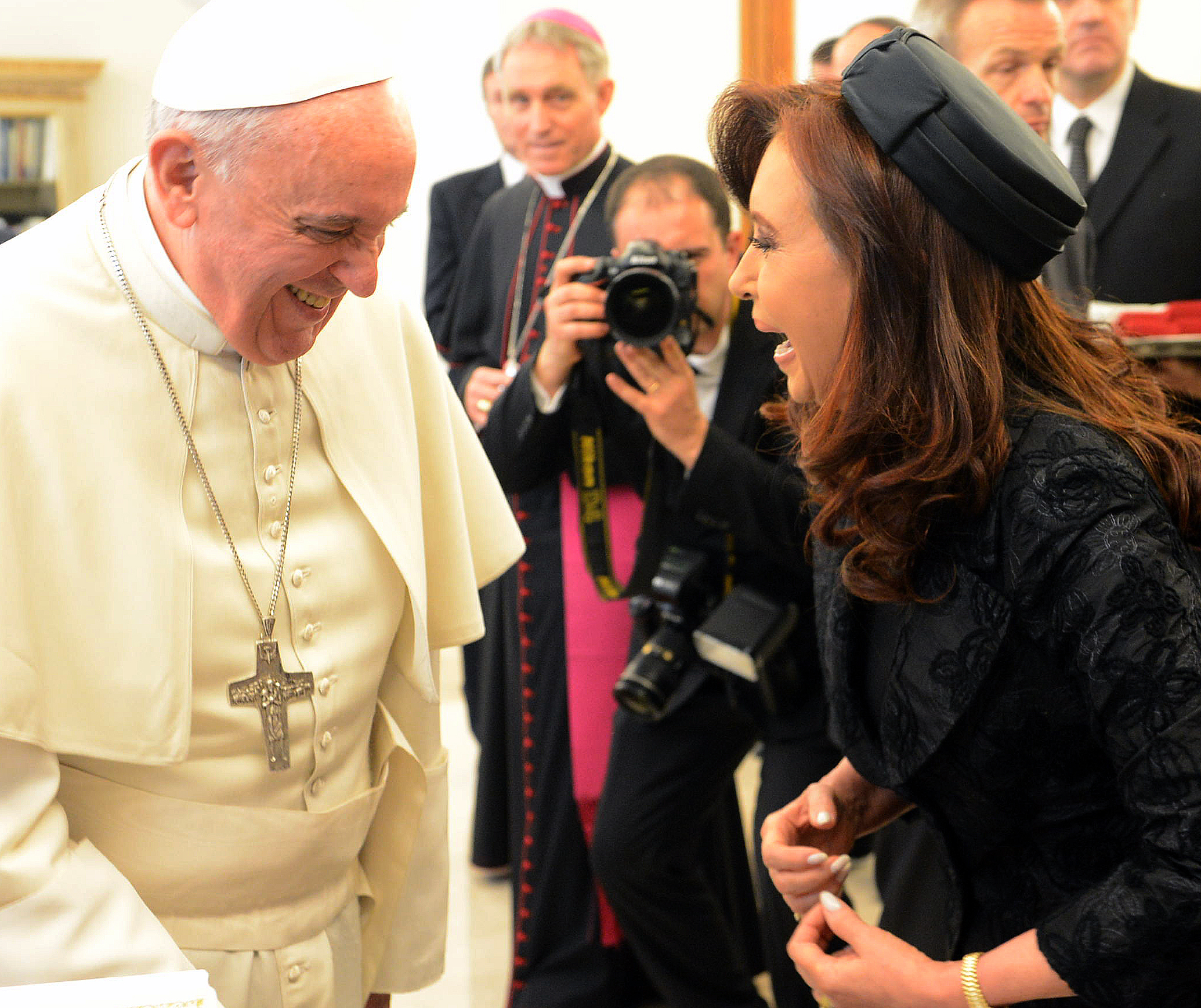
La présidente Cristina Fernández de Kirchner en visite au pape François

- Samedi 1er mars 2014 : visite officielle du premier ministre roumain Victor Ponta au Palais apostolique dans le but de rencontrer le pape et le cardinal secrétaire d'État. Cette visite a pour but d'échanger sur les droits de l`homme, des libertés religieuses et de la lutte contre la discrimination des chrétiens de par le monde[38].
- Samedi 8 mars 2014 : nomination pour une durée de cinq ans des 15 membres du nouveau conseil pour l'économie. Comme le prévoyait le motu proprio Fidelis dispensator et prudens du 24 février, ce conseil est composé de 15 membres dont 8 cardinaux et 7 experts en économie venant du monde entier[39]. Il remplace le conseil cardinalice pour l’étude des problèmes d’organisation et économiques du Saint-Siège (conseil des 15).
- Dimanche 9 mars 2014 : début de la semaine des exercices spirituels de la Curie romaine, qui se passe pour la première fois en dehors du Vatican, précisément à la Maison du Divin Maître à Ariccia tenue par les pères Pauliniens. Cette semaine est voulue par le pape comme une véritable semaine de retraite, ou le travail quotidien est interrompu. Installés dans le cadre habituel de la maison, les participants se voient attribuer des chambres proches de la conception d'une cellule de moines, et chacun d'eux devant payer sa pension[40].
- Lundi 10 mars 2014 : annonce d'un voyage apostolique en Corée à l'occasion de la 6e journée asiatique de la jeunesse à l'invitation du diocèse de Daejeon[41].
- Lundi 17 mars 2014 : visite officielle de la présidente d'Argentine : Cristina Fernandez de Kirchner à l'occasion de l'anniversaire de la première année de pontificat du pape[42].
- Jeudi 20 mars 2014 :
  - Visite officielle du Président du Monténégro : Filip Vujanović[43], cette visite a été l’occasion de signer un "Accord de base" bilatéral réglant le statut et les activités de l’Église catholique au Monténégro[44].
  - Le magazine Fortune élit le pape François comme premier leader mondial, rappelant l'influence sur 1,2 milliard de catholiques qu'il a, le journal souligne son effet sur la volonté de charité que les catholiques ont essayé de développer cette année[45]. Il est le 3e pape à recevoir ce prix, après Jean XXIII en 1962 et le pape Jean-Paul II en 1994.
- Vendredi 21 mars 2014 : visite officielle du président maltais George Abela.
- Samedi 22 mars 2014 :
  - Création de la commission pontificale pour la protection des mineurs, composée de 8 personnes dont le cardinal Sean Patrick O'Malley, avec pour mission principale de rédiger les statuts de la commission[46].
  - Visite officielle du président de la république fédérale du Nigeria : Goodluck Jonathan, et aussi du président du parlement vietnamien : Nguyễn Sinh Hùng (en)
- Jeudi 27 mars 2014 : visite officielle du président Barack Obama, c'est la deuxième visite officielles de celui-ci au Vatican, et la première depuis l'élection du pape François.
- Vendredi 29 mars 2014 : confirmation du cardinal João Braz de Aviz comme préfet de la Congrégation pour les instituts de vie consacrée et les sociétés de vie apostolique, confirmation du cardinal Jean-Louis Tauran comme préfet du conseil pontifical pour le dialogue inter-religieux, et confirmation du cardinal Gianfranco Ravasi à la tête du conseil pontifical pour la culture[47].

### Avril 2014

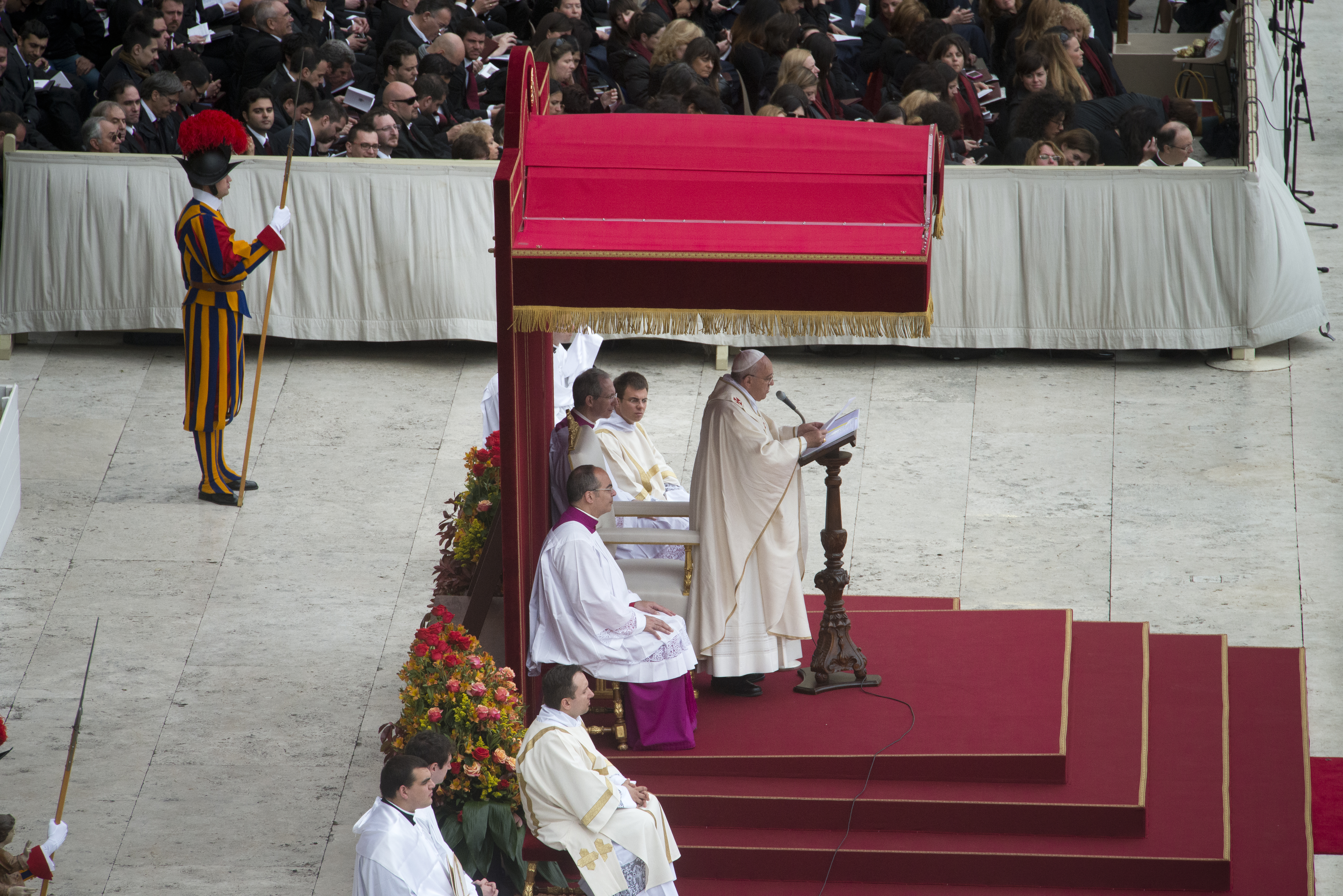
Canonisation des papes Jean XXIII et Jean-Paul II

- Mardi 1er avril 2014 : réunion de tous les chefs de dicastère de la Curie Romaine par le pape, dans le but de réfléchir a des moyens de pouvoir appliquer Evangelii gaudium au fonctionnement de la Curie, un moyen de réfléchir à la réorganisation de celle-ci engagée par le pape François depuis le début de son pontificat.
- Jeudi 3 avril 2014 : visite officielle et première rencontre de la reine Élisabeth II accompagnée du prince Philip au Pape François[48],[49]. Il s'agit de la 4e visite de la reine au Vatican et de sa première rencontre avec le pape François. Cette visite qui s'est déroulée dans une salle proche de la salle Paul VI a été voulue comme une visite informelle et familier[50].
- Lundi 7 avril 2014 : le pape François dans un communiqué indique que l'Institut pour les œuvres de religion sera maintenu, réaffirmant ainsi l'importance de sa mission économique dans le ministère du Pape[51],[52],[53]
- Vendredi 11 avril 2014 : le pape réaffirme son opposition au mariage homosexuel et à la diffusion de la théorie du genre dans les écoles. Réaffirmant le besoin d'un père et une mère pour les enfants ils rappelle que les enfants ne sont pas des "cobayes". Prenant aussi position contre l'avortement comme un crime abominable, il demande aussi pardon pour les actes de pédophilie qu'ont pu commettre certains membres du clergé. Ces déclarations toujours dans la ligne de ce qu'il prêchait alors qu'il était cardinal sont inédites dans son pontificat pour leur fermeté[54].
- Samedi 12 avril 2014 : Mgr Konrad Krajewski[Note 13] informe dans une lettre les commerçants proche du Vatican que leur droit de vendre des parchemins de bénédictions apostoliques leur sera retiré à partir de janvier 2015, cette activité étant désormais réservée au Bureau des bienfaisances du Vatican et aux nonciatures apostoliques, l'argent collecté étant redistribué aux pauvres. Cette décision intervient dans le cadre d'un procédure lancée quatre ans auparavant par le pape émérite Benoît XVI[55].
- Jeudi 24 avril 2014 : visite officielle du premier ministre albanais : Edi Rama au Vatican, celui-ci a d'abord rencontré le pape François à qui il a exprimé son admiration sur sa direction du Saint-Siège et la promotion des valeurs de la solidarité, d'égalité et de justice sociale. Cette visite a aussi été l'occasion pour lui de rencontrer le cardinal Pietro Parolin pour aborder le rôle du Saint-Siège dans le dialogue inter-religieux en Albanie, mais aussi le premier ministre en a profité pour demander une reconnaissance du Vatican de l'indépendance du Kosovo. Edi Rama en a aussi profité pour inviter le pape à faire un voyage en Albanie[56],[57].
- Samedi 26 avril 2014 : confirmation de la présence de Benoît XVI à la messe de canonisation des papes Jean XXIII et Jean-Paul II, cette présence sera la deuxième cérémonie commune entre le pape émérite et le pape actuel[58],[59].
- Dimanche 27 avril 2014 : canonisation des papes Jean XXIII et Jean-Paul II[60] devant 800 000 personnes[61] en présence de nombreuses personnalités politiques[Note 14], de plus de 140 cardinaux et de plus de 1000 évêques[58]. Cette canonisation est la première à canoniser deux papes en même temps, surnommée la "cérémonie des quatre papes", elle est aussi unique dans le fait que deux papes soient présents lors de la canonisation.

- Lundi 28 avril 2014 : visite officielle du roi d'Espagne : Juan Carlos[62].

### Mai 2014

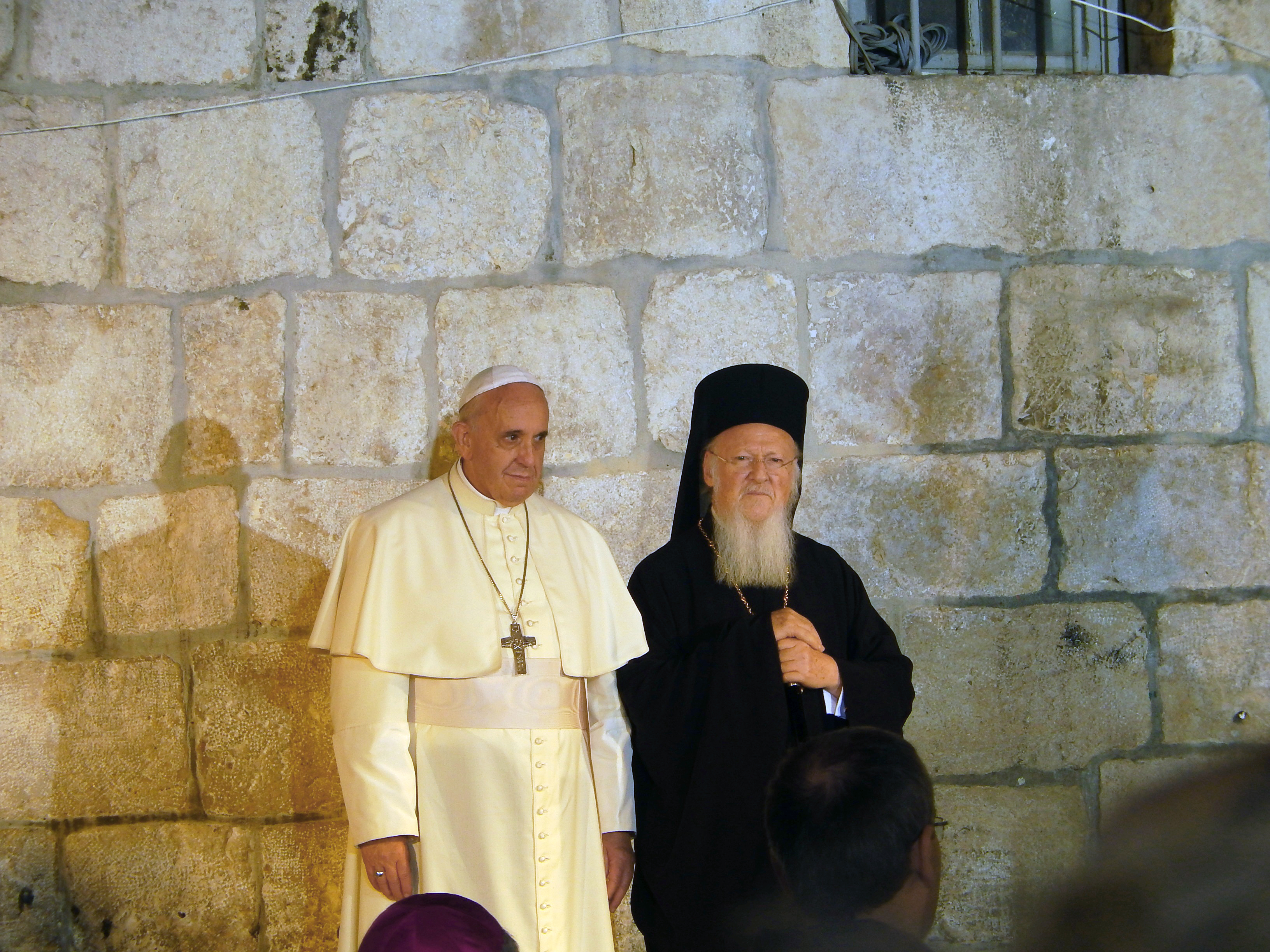
Le pape en présence de Bartholomée le patriarche œcuménique

- Vendredi 2 mai 2014 : visite officielle du président de la république d'Angola : José Eduardo dos Santos.
- Lundi 5 mai 2014 : le pape dénonce les "arrivistes" au sein de l'Église, les définissant comme des personnes souhaitant utiliser l'église catholique pour s'enrichir eux-mêmes et trouvant l'église comme un moyen pour gravir des échelons, il leur conseille de se mettre plutôt à l'Alpinisme[63].
- Samedi 10 mai 2014 : Annonce de la béatification du pape Paul VI qui aura lieu le 19 octobre suivant[64].
- Lundi 12 mai 2014 : élevation de l'éparchie de São João Batista des ukrainiens au Brésil en archéparchie, avec la création de l'éparchie de Imaculada Conceição in Prudentópolis[65]
- Mercredi 21 mai 2014 : excommunication de Martha Heizer et de son mari Ehemann Gert, figures de proue du mouvement autrichien "Wir sind Kirche" (Nous sommes l'Église). Cette décision a été décrétée par le préfet de la congrégation pour la doctrine de la foi au nom du Pape François et annoncée aux intéressés par l'ordinaire du lieu, Mgr Manfred Scheuer[66],[67].
- Jeudi 22 mai 2014 : changement du mode d'élection du président de la conférence épiscopale italienne (CEI). Jusqu'alors, le pape, évêque de Rome et primat d'Italie, choisissait librement le président et le secrétaire général de la CEI. Dorénavant les évêques proposent, pour la présidence, trois candidats désignés par vote et le pape choisit parmi ceux-ci[68].
- Samedi 24 mai 2014 au dimanche 26 mai 2014 : Voyage en Terre sainte, commémorant les 50 ans de la rencontre de Paul VI et d'Athénagoras, patriarche orthodoxe de Constantinople[69] et au cours duquel François et le patriarche orthodoxe de Constantinople Bartholomée signent une déclaration commune dans laquelle ils affirment que cette rencontre est « une nouvelle et nécessaire étape sur la route de l’unité »[70].

### Juin 2014

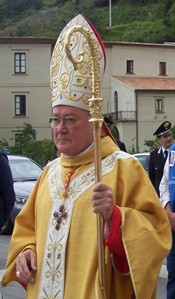
Le cardinal Renato Raffaele Martino, nouveau cardinal protodiacre

- Mercredi 4 juin 2014 : installation du Secrétariat pour l'économie dans la tour Saint-Jean. C'est le premier dicastère à s'installer dans la tour[71].
- Jeudi 5 juin 2014 : internationalisation de l'Autorité d'information financière (AIF), avec le remplacement de 5 membres italiens[Note 15] par le suisse Marc Odendall[Note 16], le singapourien Joseph Yuvaraj Pillay[Note 17], et l'américain Juan Carlos Zarate[Note 18] et l'italienne Maria Bianca Farina[Note 19], tous nommés pour un mandat de 5 ans[72],[73].
- Dimanche 8 juin 2014, fête de la Pentecôte : Invocation pour la paix dans les jardins du Vatican en présence des présidents israélien Shimon Peres et palestinien Mahmoud Abbas, ainsi que du patriarche de Constantinople Bartholomée. Cette invocation fait suite à l’invitation lancée par le pape quelques jours plus tôt lors de sa visite en Terre sainte[74].
- Lundi 9 juin 2014 : renouvellement des membres de la congrégation pour le clergé, avec la nomination des cardinaux Giuseppe Betori et Rainer Maria Woelki et de l'archevêque Gintaras Grušas comme nouveaux membres[75].
- Jeudi 12 juin 2014 : Consistoire ordinaire public pour la canonisation des bienheureux Giovanni Antonio Farina, Kuriakose Elias Chavara, Ludovico da Casoria, Nicola da Longobardi, Euphrasie du Sacré-Cœur de Jésus et Amato Ronconi[76]. Au cours du consistoire, plusieurs cardinaux-diacres, après plus de dix ans dans cet ordre, sont élevés au rang de cardinal-prêtre[77]. C'est le cas du cardinal Jean-Louis Tauran qui perd ainsi sa qualité de cardinal protodiacre. C'est aussi le cas du cardinal Renato Raffaele Martino, également créé cardinal en 2003 mais qui lui n'a pas opté pour le changement d'ordre cardinalice et donc succède au cardinal Tauran dans cette charge[78].
- Vendredi 13 juin 2014 : dans un entretien au journal La Vanguardia[79], le pape évoque le geste de son prédécesseur Benoît XVI sur sa renonciation en 2013, avait ouvert une institutionnalisation des papes émérites, revenant sur le fait que désormais les gens vivaient plus longtemps c'est donc plus souvent que les gens se retrouvaient en fin de vie à ne plus pouvoir tout assumer. Il explique donc que quand viendra le moment si Dieu le lui indique il renoncera lui aussi au trône de Saint-Pierre[80].
- Lundi 16 juin 2014 : visite officielle de l'archevêque de Cantorbéry Justin Welby, primat de l'Église anglicane. Le but de la visite est de discuter de l'initiative conjointe sur la traite des êtres humains lancée le 17 mars précédent par un groupe de responsables religieux ayant signé une déclaration commune pour inaugurer le Réseau Mondial de la Liberté ou Global Freedom Network[81].
- Mardi 17 juin 2014 : le compte Twitter du pape, @Pontifex, dépasse les 14 000 000 de followers soit une augmentation de 4 millions en moins d'un an[82], il avait franchi les 13 millions le 16 avril[83].
- Samedi 21 juin 2014 : le pape, pendant la messe au cours de sa visite pastorale en Calabre dans la région du Mezzogiorno où assistaient 250 000 personnes, citant explicitement la Ndrangheta[Note 20], a estimé que les mafieux étaient « excommuniés ». Cette affirmation intervient trois mois après la veillée à Rome avec les victimes de la mafia italienne au cours de laquelle il avait imploré les mafieux à changer de comportement[84].
- Mercredi 25 juin 2014 : restructuration de la province ecclésiastique de Curitiba avec la suppression du diocèse de Guiratinga (en) dont le territoire est réparti entre le diocèse de Rondonópolis et celui de Barra do Garças et Paranatinga. Le diocèse de Rondonopolis est renommé en diocèse de Rondonopolis et Guiratinga. La prélature territoriale de Primavera do leste est élevée en tant que diocèse[85].
- Vendredi 27 juin 2014 : signature d'un accord entre le Saint-Siège représenté par Dominique Mamberti et la Serbie représentée par son premier vice-président : Ivica Dacic. Cet accord porte sur l'enseignement supérieur avec notamment la reconnaissance des diplômes, et de permettre à l'Église catholique de fonder des écoles et de diriger l'enseignement de disciplines ecclésiastiques[86].
- Dimanche 29 juin 2014 : Solennité des Saints Pierre et Paul

Remise du pallium par le pape François en la basilique Saint-Pierre à vingt-quatre nouveaux archevêques métropolitains.
- Lundi 30 juin 2014 : visite officielle de Felipe VI à l'occasion de son premier déplacement à l'étranger en tant que nouveau roi d'Espagne[87].

### Juillet 2014
- Mardi 1er juillet au vendredi 4 juillet 2014 : réunion du conseil des cardinaux passant de 8 cardinaux membres à 9 avec la participation dorénavant permanente du Cardinal secrétaire d'État : Pietro Parolin, cette réunion permet de fixer les nouveaux statuts du Conseil pour l'économie que celui-ci rédige en parallèle, et la rédaction d'un aggiornamento sur la transition actuel de l'Institut pour les œuvres de religion. En étude aussi, le fonctionnement de la secrétairerie d'État et le gouvernorat de la Cité du Vatican[88].
- Samedi 5 juillet 2014 : visite pastorale du pape dans le Molise en Italie, ou il a axé son message sur la nécessité d'avoir un travail mais aussi de consacrer du temps pour sa famille, réaffirmant ainsi le repos dominical[89].
- Mercredi 9 juillet 2014 : promulgation d'une lettre apostolique en forme de motu proprio, modifiant la constitution apostolique Pastor Bonus dans ses articles portant sur les rôles et missions de l'Administration du patrimoine du siège apostolique, en transférant une partie de ses compétences au Secrétariat pour l'économie. Le pape François dans ce motu proprio, s'appuie sur l'esprit du concile Vatican II qui indiquait la nécessité d'adapter l'organisation du Saint-Siège en fonction des besoins de l'époque. Il charge aussi le cardinal George Pell d'organiser une commission technique provisoire pour gérer ces modifications[90]. Celui-ci au cours de la conférence de presse qui suit, confirme la nomination du français Jean-Baptiste de Franssu comme nouveau président de l'Institut pour les œuvres de religion en remplacement d'Ernst von Freyberg (en), et annonce un « projet de réorganisation complète des activités de gestion d’actifs de l’IOR », notamment avec la séparation des activités de gestion d'actifs des activités traditionnelles de banque de dépôt de l’IOR au service du clergé et des congrégations religieuses. Cette mutation implique le transfert du patrimoine financier de l'IOR vers un nouvel organisme : le « Vatican Asset Management »[91].
- Mercredi 16 juillet 2014 : renouvellement des consultants de la Congrégation pour les instituts de vie consacrée et les sociétés de vie apostolique pour un mandat de cinq ans, notamment avec l'arrivée des archevêques Bruno Forte et Angelo Vincenzo Zani[92].
- Mardi 22 juillet 2014 : nomination de nouveaux membres du Conseil pontifical pour la promotion de l'unité des chrétiens, et renouvellement des consultants[93]
- Samedi 26 juillet 2014 : visite pastorale à Caserte en Italie avec la célébration en la solennité de Sainte Anne, patronne du diocèse[94].
- Lundi 28 juillet 2014 : visite à titre privée du pape à Caserte pour rencontrer son ami le pasteur évangélique Giovanni Traettino, cette visite intervient après de nombreuses rencontres auprès du mouvement des pentecôtistes en Argentine[94].

### Août 2014

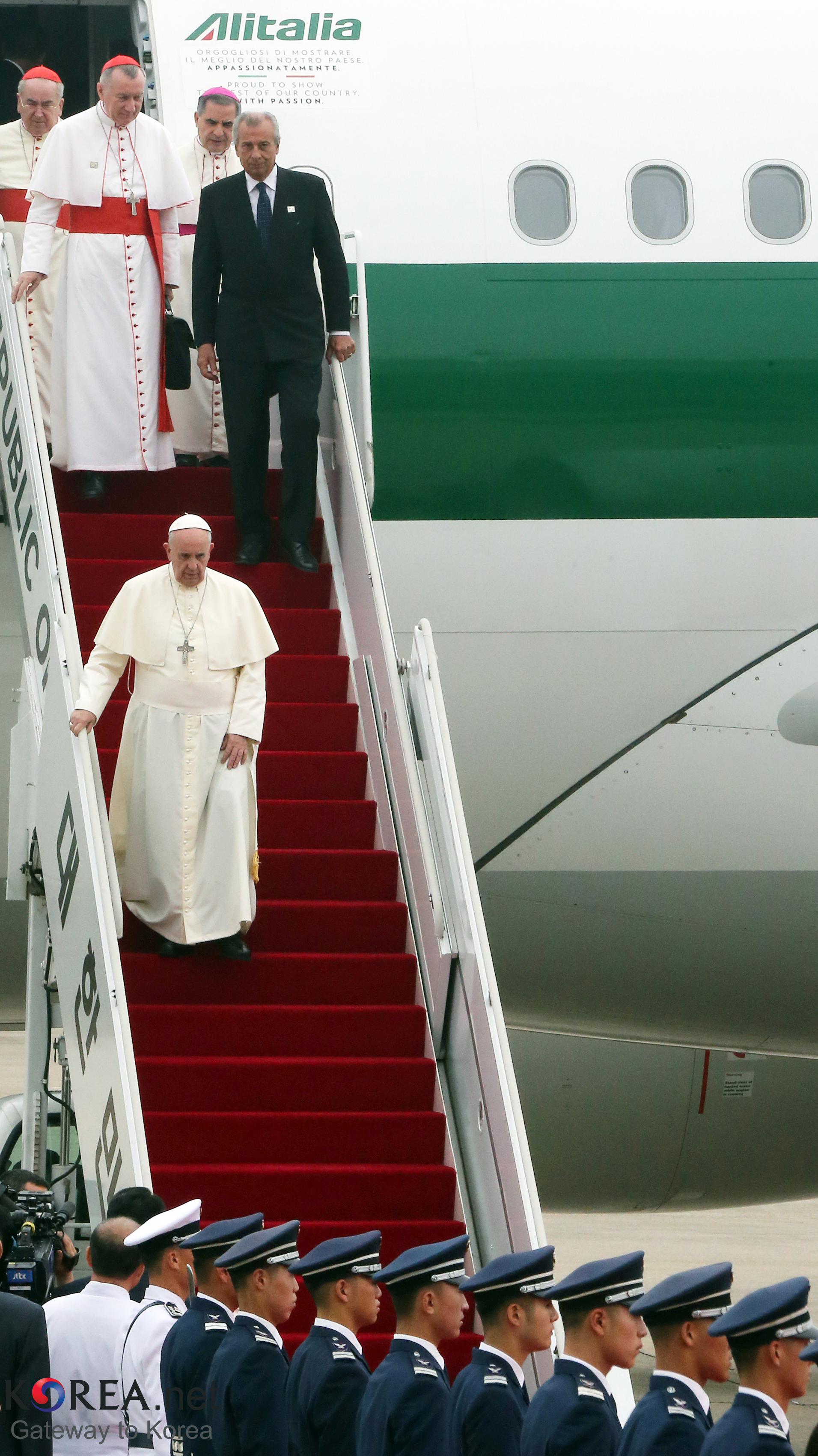
Arrivée du pape en Corée du Sud

- Vendredi 8 août 2014 : envoi du cardinal Fernando Filoni préfet de la Congrégation pour l'évangélisation des peuples comme envoyé spécial auprès des populations souffrantes d'Irak[95].
- Samedi 9 août 2014 :
  - Lettre du pape[Note 21] à l'attention du secrétaire général de l'Organisation des Nations unies Ban Ki-moon dans laquelle il lui demande d'agir pour trouver une solution de paix en Irak à la suite des persécutions en cours contre les chrétiens[96],[97].
  - Bousculant les habitudes du Saint-Siège qui traditionnellement recherche des solutions diplomatiques aux conflits, le nonce apostolique, observateur permanent du Saint-Siège aux Nations unies à Genève, Silvano Tomasi, déclare qu'une action militaire en Irak pourrai être nécessaire en ce moment[98].
- Mercredi 13 août 2014 au lundi 18 août 2014 : voyage apostolique en Corée du Sud à l'occasion de la 6e journée de la jeunesse d'Asie[99].
- Samedi 16 août 2014 : béatification de Paul Yun Ji-Chung et de 123 autres martyrs en présence des cardinaux Andrew Yeom Soo jung et Pietro Parolin devant une foule de 800 000 personnes à Séoul[100].
- Dimanche 17 août 2014 : messe de clôture de la 6e journée de la jeunesse asiatique célébrée par le pape François[101].
- Lundi 18 août 2014 : au cours d'une séance de presse alors qu'il prenait l'avion du retour de son voyage de Corée, le pape François explique qu'il ne pense pas vivre encore longtemps qualifiant même sur le ton d'une boutade « Parce que, je le sais, ça durera peu de temps. Deux ou trois ans. Et puis, à la Maison du Père ! ». Il réaffirme par la suite que la décision de renonciation de son prédécesseur Benoît XVI n'est pas exceptionnelle mais institutionnelle, et que donc on pourra attendre de sa part la même démarche quand celui-ci se sentira trop faible[102].
- Mercredi 27 août 2014 : création d'une commission spéciale d'étude pour la réforme des procès canoniques matrimoniaux, afin de simplifier la procédure de déclaration de nullité d'un mariage mais en sauvegardant le principe de l'indissolubilité du mariage. Cette commission est dirigée par le Père Pio Vito Pinto doyen de la Rote romaine[103].
- Jeudi 28 août 2014 :
  - Inauguration d'une statue dans les jardins du Vatican par le cardinal camerlingue Tarcisio Bertone. Cette statue représente la Vierge de la Charité du Cuivre qui est vénérée avec ferveur à Cuba et dont les papes Jean-Paul II et Benoît XVI se sont rendus en pèlerinage dans son sanctuaire. Cette cérémonie s'est faite en présence du président de la Conférence épiscopale cubaine : Mgr Garcia Ibanez, archevêque de Santiago de Cuba, et aussi des ambassadeurs de Cuba auprès du Saint-Siège et auprès de l’État italien[104].
  - Transfert du préfet de la Congrégation pour le culte divin et la discipline des sacrements : Antonio Cañizares Llovera à l’archidiocèse de Valence par le pape François[105]. Cette décision intervient dans la démarche de renouvellement et de la confirmation de la Curie Romaine. Cette nomination s'est faite à la demande du cardinal Antonio Cañizares Llovera selon le vaticaniste Andrea Tornielli[106].

### Septembre 2014
- Lundi 1er septembre 2014 : « match interreligieux pour la paix » de football inspiré par le pape François grand amateur de ce sport, se déroulant dans un grand stade de Rome. Cet évènement à l'attention des footballers de toute religion est dirigé par l’ancien joueur argentin Javier Zanetti. Les joueurs ont ensuite été reçus par le Pape[107].
- Vendredi 5 septembre 2014 : visite officielle du président de la république du Panama : Juan Carlos Varela. Cette visite a été l'occasion d'évoquer le prochain Sommet des Amériques, où le Pape a invité le président que la recherche du bien commun soit une priorité de la rencontre. La visite s'est terminée par une invitation officielle au Pape de venir visiter le Panama que celui-ci a accepté[108].
- Jeudi 11 septembre 2014 : dans un communiqué de presse, le Père Federico Lombardi annonce la confirmation du pape à l'invitation faite par le président du Parlement européen Martin Schulz de se rendre à Strasbourg le 25 novembre 2014 pour prononcer un discours devant le parlement réuni en session solennelle. Cette visite sera ainsi la première devant le Parlement européen[109].
- Vendredi 12 septembre 2014 : réception d'une invitation officielle du nouveau gouvernement turc au Pape de venir faire une visite pastorale en Turquie à l'occasion de la fête de la Saint-André[110]. Le bureau de presse du Saint-Siège annonce l'acceptation officielle de cette invitation. Cette visite sera l'occasion d'une nouvelle rencontre entre le pape et le patriarche œcuménique Bartholomée Ier de Constantinople[111].
- Samedi 13 septembre 2014 :
  - Visite pastorale du pape au cimetière militaire de Redipuglia à l'occasion du centenaire de la Première Guerre mondiale. À l'occasion de son homélie prononcée pendant la messe, il a rappelé la folie de la guerre. Il a aussi dénoncé les « affairistes de la guerre » et « Aujourd’hui encore, dans les coulisses, il y a des intérêts, des plans géopolitiques, l’avidité de l’argent et du pouvoir, et il y a l’industrie des armes, qui semble être tellement importante ! »[112].
  - Renouvellement de la Congrégation pour l'évangélisation des peuples avec la nomination de nombreux nouveaux membres tel que le cardinal George Pell[113].
- Lundi 15 à mercredi 17 septembre 2014: sixième réunion du conseil des cardinaux (C9). Elle aborde la question des dicastères autres que les structures administratives et financières traitées au cours des précédentes réunions[114].
- Dimanche 21 septembre 2014 : visite pastorale du Pape François en Albanie.

- Mardi 23 septembre 2014 :

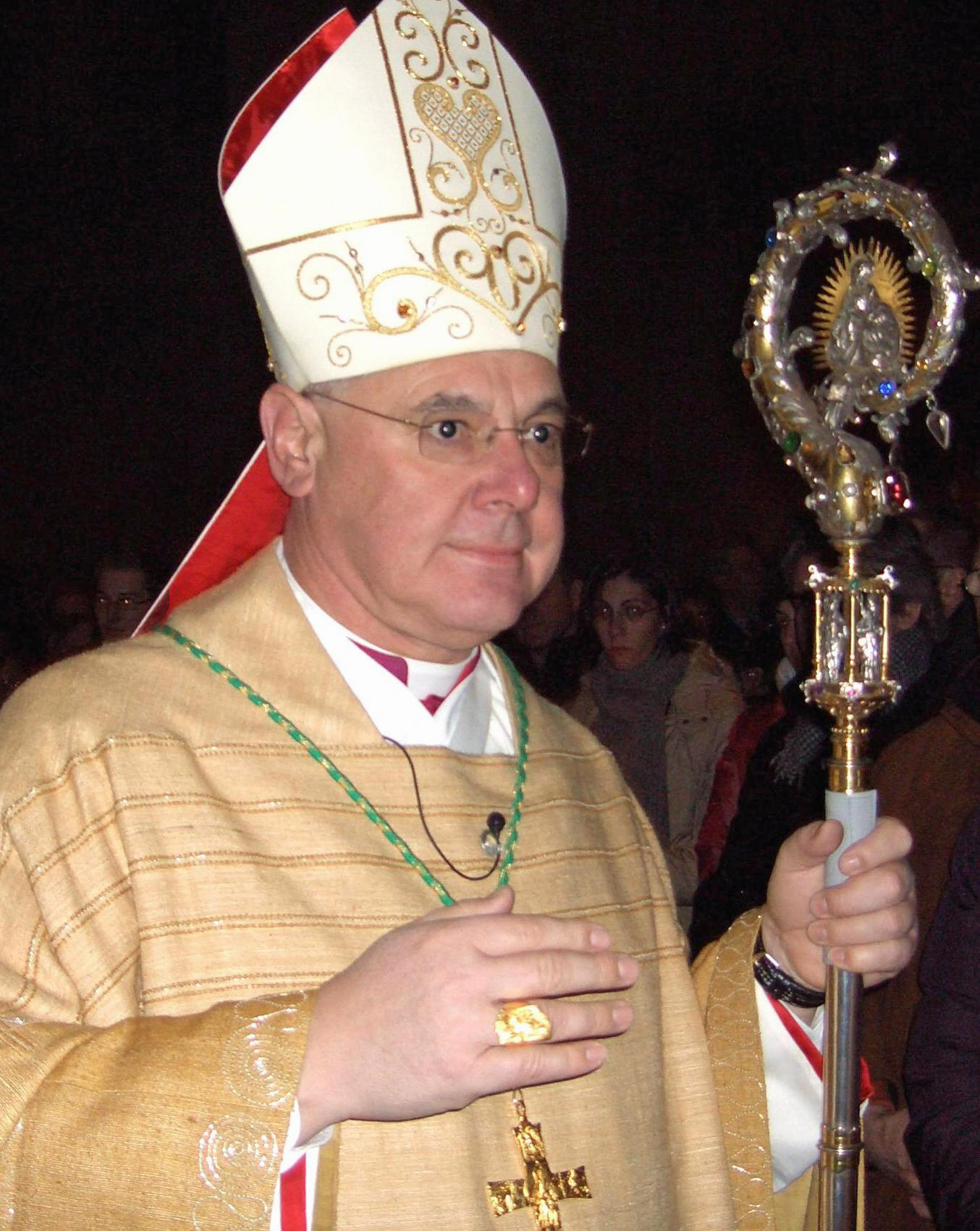
Le cardinal Gerhard Ludwig Müller préfet de la Congrégation pour la doctrine de la foi

  - Rencontre entre le cardinal préfet de la Congrégation pour la doctrine de la foi Gerhard Ludwig Müller et le supérieur de la Fraternité sacerdotale Saint-Pie-X Mgr Bernard Fellay, cette rencontre est la première visite officielle de celui-ci en vue de reprendre les négociations pour un rapprochement de la fraternité avec Rome depuis l'élection du pape François[115].
  - Renouvellement de la Commission théologique internationale avec notamment la confirmation de son secrétaire général, le Père Serge-Thomas Bonino[116].
  - Arrestation de l'ancien nonce Józef Wesołowski à son domicile romain par la gendarmerie du Vatican à l'initiative du pape François. Il est mis à l'issue d'une audience préliminaire, sous résidence surveillée en raison de son état de santé[117].

### Octobre 2014
- Jeudi 2 au samedi 4 octobre 2014 : réunion extraordinaire des nonces apostoliques du Saint-Siège avec le pape et les principaux responsables de la Curie afin de travailler sur le thème de « La présence des chrétiens au Moyen-Orient ». Cette rencontre est notamment l'occasion d'aborder les rôles que jouent le secrétaire d'État et du préfet de la Congrégation pour les églises orientales[118].
- Dimanche 5 octobre 2014 au dimanche 19 octobre 2014 : troisième assemblée générale extraordinaire du Synode des évêques, sur le thème de la famille[Note 22].
  - 5 octobre : messe d'ouverture du synode en présence des Pères synodaux.
  - 13 octobre : convocation officielle de la XIVe assemblée générale ordinaire du synode des évêques sur le thème de « La vocation et la mission de la famille dans l'Église et dans le monde contemporain »[119].
  - 18 octobre : vote par une large majorité du message final du synode, et vote dans l'après-midi de la relatio synodi[120].

- Jeudi 16 octobre 2014 : approbation des nouvelles constitutions des Légionnaires du Christ par la Congrégation pour les instituts de vie consacrée et les sociétés de vie apostolique. Ces nouvelles constitutions plus courtes visent à recentrer sur l'essentiel la congrégation des Légionnaires du Christ et à augmenter la prévention face aux abus sur les mineurs[121].
- Samedi 18 octobre 2014 : visite officielle du premier ministre du Viet-Nam : Nguyễn Tấn Dũng à l'occasion des échanges entre son pays et le Saint-Siège dans le but d'établir des accords communs[122].
- Dimanche 19 octobre 2014 : béatification de Paul VI.
- Lundi 20 octobre 2014 : consistoire ordinaire public pour la canonisation des bienheureux Joseph Vaz et de Marie-Christine de l'Immaculée Conception.

### Novembre 2014
- Samedi 1er novembre 2014 : Fête de l'assomption de Marie

Messe célébrée par le pape François en la solennité de l'Assomption au cimetière du Verano.
- Mardi 5 novembre 2014 : Publication du rescrit ex audientia Ss.mi par le cardinal secrétaire d'État Parolin donné par le pape François le 3 novembre sur les règles de démission des évêques et des membres de la Curie en réaffirmant l'âge des 75 ans et en abandonnant l'idée d'un repoussement de celui-ci à 78 ans[124],[125].
- Mercredi 6 novembre 2014 : Érection de l'archidiocèse métropolitain de Dodoma (en) en Tanzanie.
- Samedi 8 novembre 2014 : remaniement d'une partie de la Curie avec la nomination du secrétaire pour les relations avec les États de la secrétairerie d'État Mgr Dominique Mamberti comme nouveau préfet du Tribunal suprême de la Signature apostolique remplaçant le cardinal Raymond Leo Burke qui devient le nouveau patron de l'ordre souverain de Malte. Mgr Mamberti est remplacé à la secrétairerie par Mgr Paul Richard Gallagher.
- Mardi 11 novembre 2014 : publication officielle dans l'Osservatore Romano d'un rescrit rédigé par le cardinal secrétaire d'État Pietro Parolin au nom du pape François pour la création d'une commission spéciale au sein de la congrégation pour la doctrine de la Foi composée de cardinaux et évêques pour accélérer la procédure du traitement des plaintes définies dans l'article 27 du motu proprio Sacramentorum Sanctitatis Tutela, en l’occurrence des cas de prêtres coupables d’actes pédophiles[126],[127].
- Mercredi 19 novembre 2014 : Nomination à la tête de l'AIF de René Brülhart, précédemment directeur de l'Autorité et premier laïc à en devenir président[128].
- Jeudi 20 au samedi 22 novembre 2014 : 3e congrès mondial des mouvements ecclésiaux et des communautés nouvelles organisé par le Conseil pontifical pour les laïcs, sur le thème de « La joie de l’Evangile, une joie missionnaire » en droite ligne de la dernière exhortation apostolique du pape François[129].
- Vendredi 21 novembre 2014 : reconduction des responsables du l'assemblée extraordinaire du synode des évêques de 2014 à celle de l'assemblée ordinaire de ce synode prévu en octobre 2015, le cardinal Wilfrid Fox Napier est aussi nommé président délégué rééquilibrant géographiquement ainsi la présidence[130],[131].
- Dimanche 23 novembre 2014 : messe célébrée par le pape François en la place Saint-Pierre pour la canonisation des bienheureux Cyriaque Elie de la Sainte Famille Chavara, Euphrasie du Sacré-Cœur de Jésus, Giovanni Antonio Farina, Ludovic de Casoria, Nicola da Longobardi et Amato Ronconi[132].
- Lundi 24 novembre 2014 : nomination du cardinal Robert Sarah, précédemment président du conseil pontifical Cor unum, comme nouveau préfet de la congrégation pour le culte divin et la discipline des sacrements[133]. C'est la dernière congrégation dont le préfet n'avait pas été nommé ou renouvelé plus que temporairement par le pape depuis le début de son pontificat.

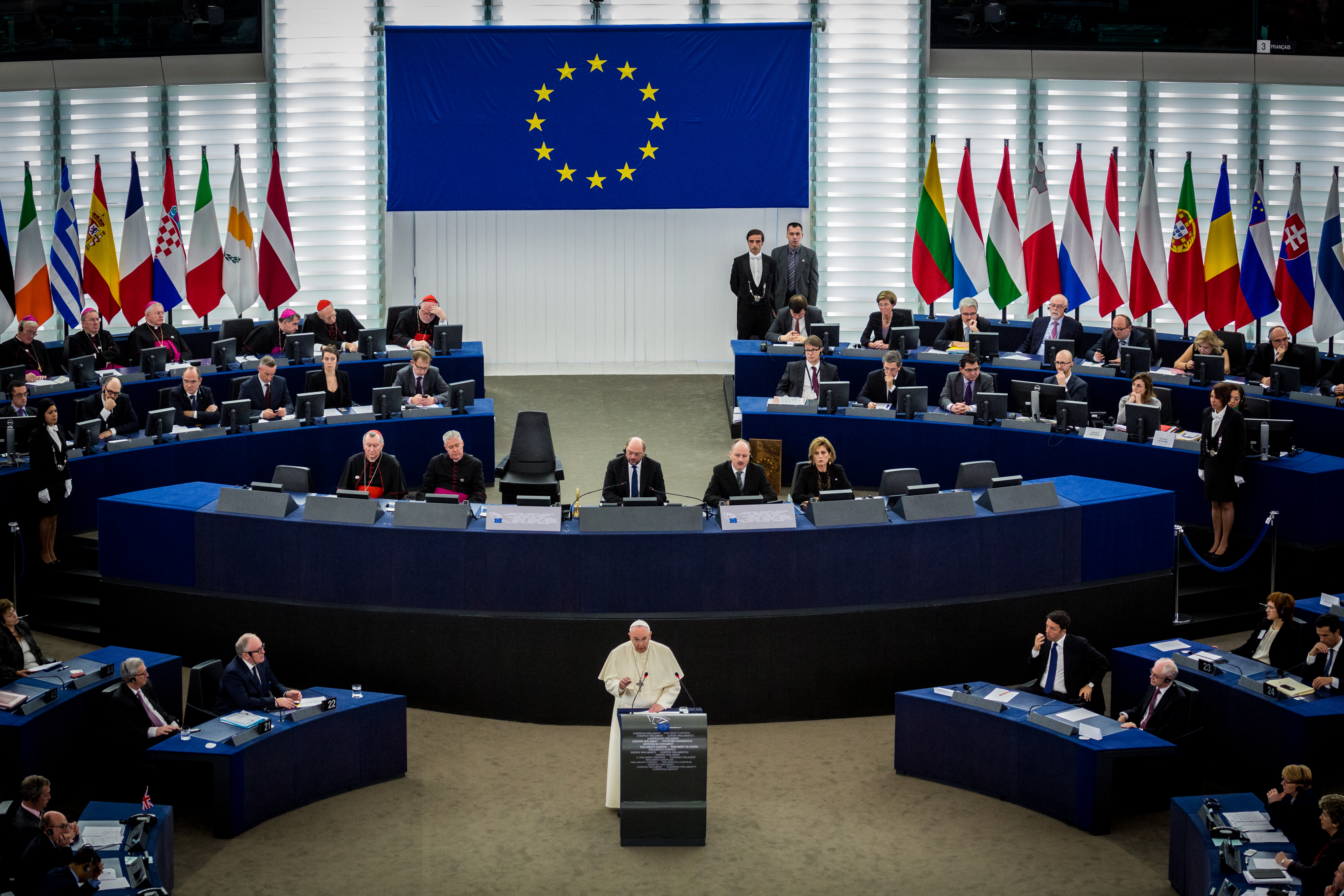
Le Pape François devant le parlement européen

- Mardi 25 novembre 2014 : Discours du pape François devant le parlement européen réuni en session solennelle[109].
- Vendredi 28 novembre 2014 :
  - Promulgation d'une lettre apostolique du pape François précisant l'ouverture prochaine de l'année de la vie consacrée. Cette lettre présente les modalités et démarches de cette année. À l'occasion du 50e anniversaire de la promulgation de la constitution dogmatique Lumen Gentium qui traite dans le chapitre 6 des religieux, et du décret Perfectae Caritatis sur la rénovation de la vie religieuse, il annonce l'ouverture de l'année de la vie consacrée, et en fixe la date au 30 novembre suivant, celle-ci finira le 2 février 2016 jour de la fête de la présentation de Jésus au temple[134].
  - Décret du pénitencier majeur Mauro Piacenza, à la demande du préfet de la Congrégation pour les instituts de vie consacrée et les sociétés de vie apostolique João Braz de Aviz et au nom du pape François, accordant l'indulgence plénière sous condition à l'occasion de l'année de la vie consacrée pour les membres les consacrés et laïcs[135].
- Vendredi 28 au dimanche 30 novembre 2014: Voyage apostolique du pape François en Turquie pour y rencontrer le patriarche Bartholomée à l'occasion de la fête de Saint-André.

### Décembre 2014
- Mercredi 3 décembre 2014 : visite officielle de la baronne Anelay of St John’s, ministre des Affaires étrangères et représentante de la reine Élisabeth II, pour célébrer le centenaire du rétablissement des relations entre le Saint-Siège et le Royaume-Uni[136]. Cet anniversaire a été marqué par une messe dans la basilique Saint-Paul-hors-les-Murs célébrée par le cardinal Parolin, en présence des membres du corps diplomatique, de la baronne, de représentants de l'Église anglicane et aussi de l'ordre souverain de Malte[137].
- Mardi 9 décembre 2014 : publication du questionnaire pour l'assemblée ordinaire du synode des évêques qui aura lieu en 2015. Ce questionnaire comprend un rapport du synode précédent et une série de questions demandant des réponses concrètes[138].
- Mardi 9 au jeudi 11 décembre 2014 : Septième réunion du conseil des cardinaux au Vatican. Au cours de cette session, les cardinaux poursuivent leur réflexion sur la réforme de la curie, et en particulier travaillent sur l'hypothèse de deux grands conseils pontificaux, l'un consacré aux laïcs et aux familles l'autre à la justice, à la paix et à la charité. Ils font également un point sur la commission pontificale pour la protection des mineurs ainsi que sur la réorganisation des structures économiques du saint-Siège[139].
- Mardi 16 décembre 2014 : publication du rapport sur la visite des instituts religieux féminins des États-Unis menée par la congrégation pour les instituts de vie consacrée et les sociétés de vie apostolique et initiée en 2008. Cette visite montre le travail fait pour trouver une meilleure place à la femme dans le dialogue ecclésial[140].
- Mercredi 17 décembre 2014 :
  - Le pape François complète la commission pontificale pour la protection des mineurs en nommant 8 nouveaux membres, portant ainsi le nombre total de membres à 17[141].
  - Les présidents américain et cubain, Barack Obama et Raúl Castro remercient publiquement le pape François pour son implication dans le rétablissement des relations diplomatiques entre Cuba et les États-Unis. Le président Obama affirme pour l'occasion « Je veux remercier Sa Sainteté, le pape François, dont l'exemple moral nous montre l'importance de rechercher un monde tel qu'il devrait être, plutôt que de se contenter du monde tel qu'il est. »[142]. C'est aussi l'aboutissement d'une attention de longue date du Saint-Siège, sous les pontificats successifs de Jean-Paul II, Benoît XVI et François, pour cette question. Le cardinal Parolin, secrétaire d'État nommé par François et grand connaisseur de l'Amérique latine où il fut nonce apostolique au Venezuela (en), assisté de Giovanni Angelo Becciu substituts aux affaires générales de la secrétairerie d’État et ancien nonce apostolique à Cuba, ont contribué à l'accélération des négociations entre les deux pays[143].
- Samedi 20 décembre 2014 : remplacement du camerlingue Tarcisio Bertone ayant atteint depuis quelques jours l'âge des 80 ans, par le cardinal Jean-Louis Tauran président du conseil pontifical pour le dialogue inter-religieux[144].
- Lundi 22 décembre 2014 :
  - Érection du diocèse de Kuzhithurai (en) par démembrement du diocèse de Kottar[145]. Le nombre de diocèses de la province ecclésiastique de Madurai est ainsi porté à 7.
  - À l'occasion du discours annuel de vœux à la curie romaine, le pape invite les prélats présents a un « examen de conscience » en citant quinze maladies qui selon lui, rongent la curie telles que la mondanité ou les bavardages. C'est la première fois qu'un pape dresse un réquisitoire aussi sévère à l'égard de la curie[146].